# Varta Microbattery

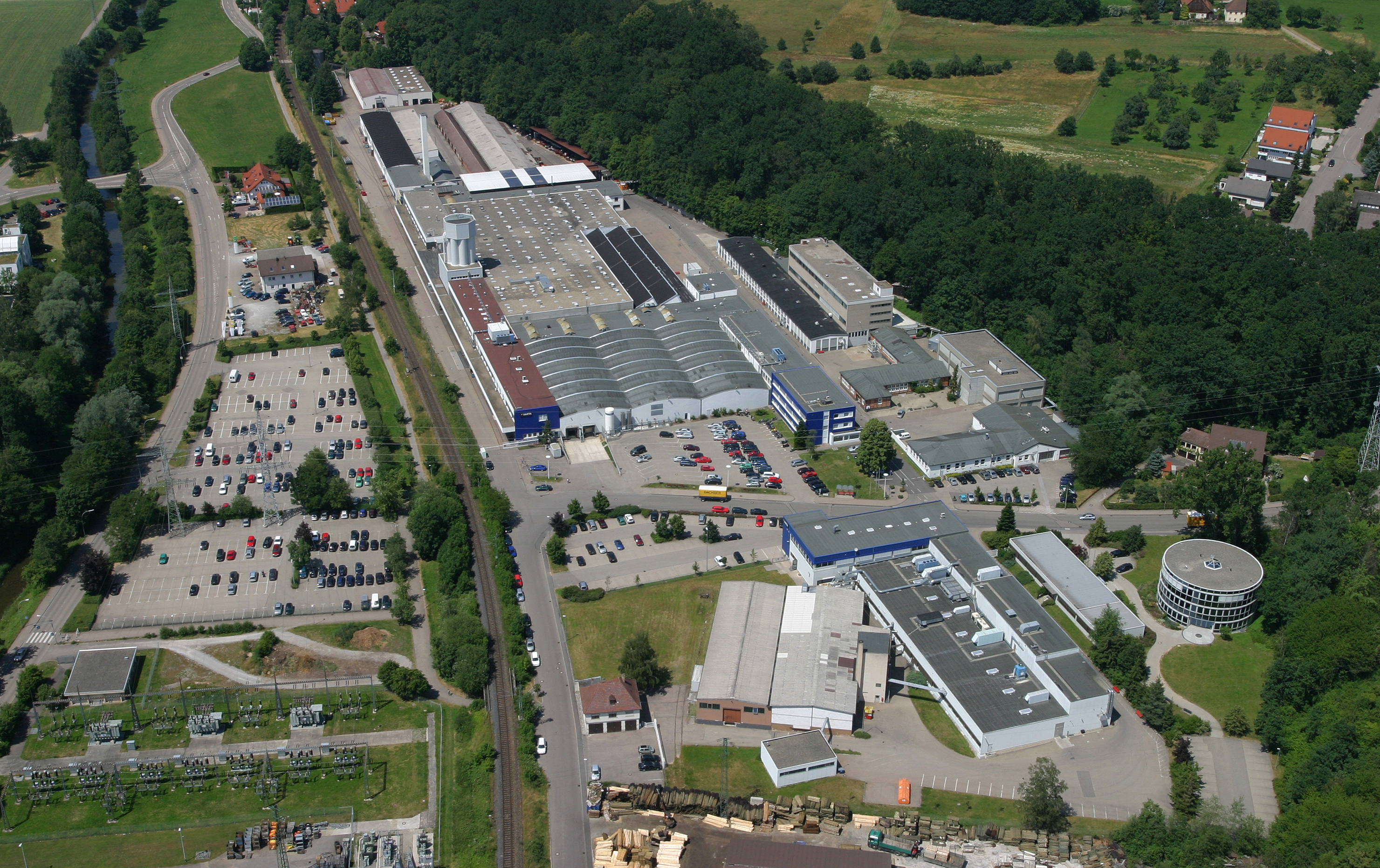
Luftansicht der Varta Microbattery Ellwangen, 2006

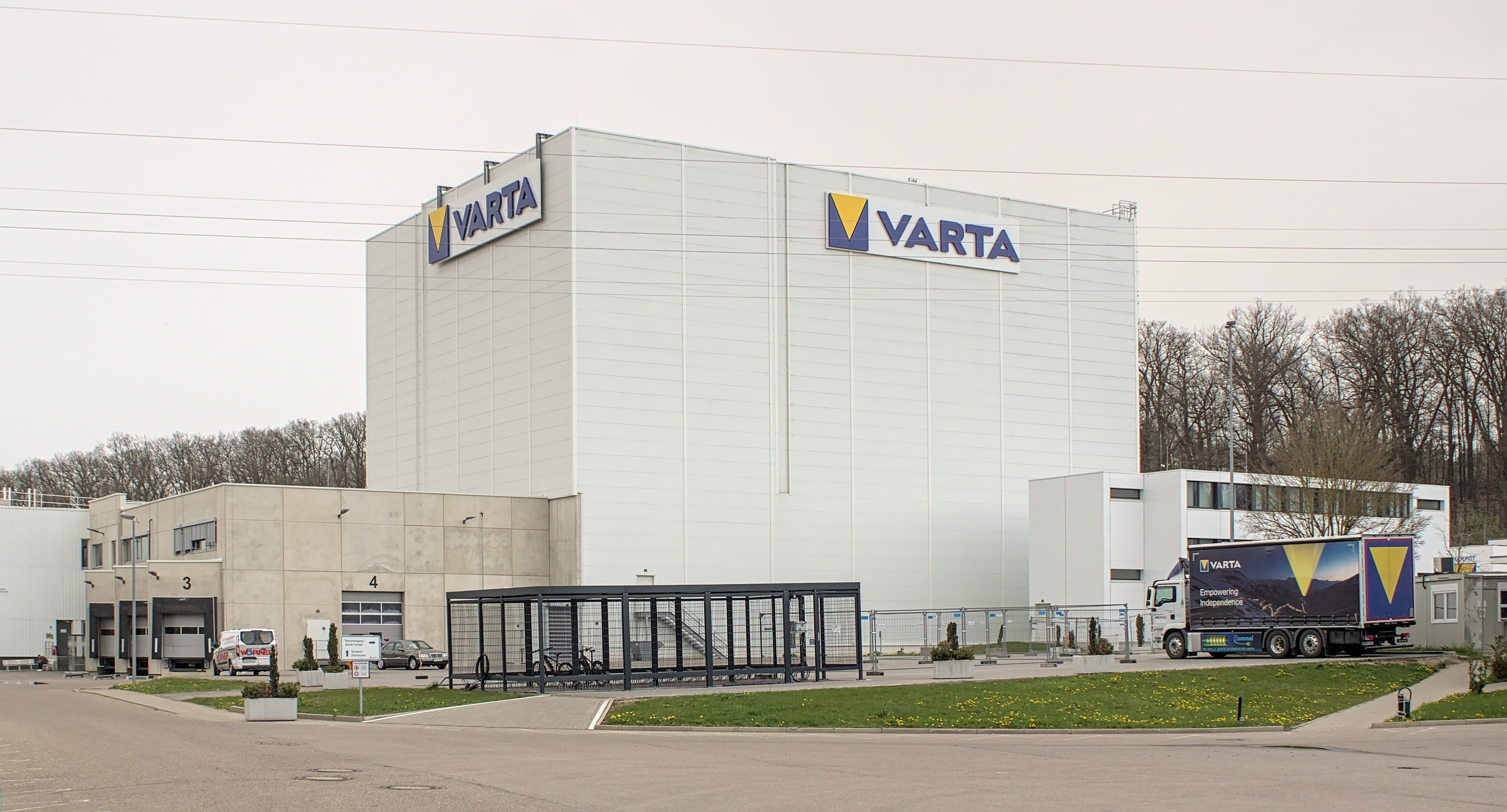
Varta Microbattery Ellwangen, 2024

Die Varta Microbattery (Eigenschreibweise VARTA Microbattery) ist ein Hersteller von Batterien mit Sitz in Ellwangen bei Aalen. Sie ist ein Tochterunternehmen der börsennotierten Varta AG.

## Produktion
Die Varta Microbattery beschäftigt nach eigenen Angaben weltweit 2000 Mitarbeiter, davon rund 600 am Hauptsitz Ellwangen in Baden-Württemberg. Am Hauptsitz Ellwangen befindet sich auch der Schwerpunkt der Forschungs- und Entwicklungsarbeiten. Etwa 150 Forscher und Entwickler beschäftigen sich hier mit Knopfzellen. Auch die Produktion wird hauptsächlich in Ellwangen getätigt, wobei etwa 80 Prozent der Produkte ins weltweite Ausland exportiert werden. Die hochautomatisierten Produktionsanlagen werden bei Varta Microbattery selbst entwickelt und zum Teil auch gefertigt.

## Geschichte
Die heutige Varta Microbattery ging 2002 aus der Spaltung des Batterieherstellers Varta AG hervor. Die Vorgängerfirmen der Varta Microbattery reichen bis in das Jahr 1887 zurück.

## Geschäftsfelder und Kooperationen

### Volkswagen Varta Microbattery Forschungsgesellschaft
Im Jahr 2010 wurde zusammen mit der Volkswagen AG ein Gemeinschaftsunternehmen gegründet, um die Erforschung von Lithium-Ionen-Akkumulatoren für die Nutzung in Automobilen voranzutreiben.
Das Joint-Venture befasst sich dabei insbesondere mit der Erforschung von Zellmaterialien für fahrzeugspezifische Lithium-Ionen-Batteriezellen. An dem Unternehmen sind Volkswagen und Varta Microbattery zu jeweils 50 Prozent beteiligt. Aufsichtsratsvorsitzender ist der Vorstandsvorsitzende von Varta Microbattery, Herbert Schein.

### Varta Microbattery und EnBW ODR
Mit dem Energieversorger EnBW Ostwürttemberg DonauRies hat die Varta Microbattery im öffentlichen Stromversorgungsnetz ein Pilotprojekt für die Speicherung von erneuerbaren Energien in Lithium-Ionen-Batteriespeichersysteme gestartet. Der sogenannte Spitzenspeicher Nr. 1 – auch INESS genannt – ist der erste Batteriespeicher im Stromversorgungsnetz, der mittelfristig eine Alternative zu den Pumpspeicherkraftwerken darstellen soll. In diesem gemeinsamen Projekt zur Energiezwischenspeicherung soll der Einsatz dezentraler Batteriespeichersysteme im Versorgungsnetz erprobt und somit die beschlossene Energiewende weiter vorangetrieben werden.